# Coca-Cola Vanilla
A Coca-Cola Vanilla vagy Vanilla Coke a Coca-Cola vanília ízesítésű terméke, melyet eredetileg 2002-ben vezettek be, főleg az Amerikai Egyesült Államokban és az Egyesült Királyságban.

## Története
Az üdítőitalt 2005-ben kivonták a forgalomból a csökkenő eladás miatt, és mert a cseresznye ízű Cherry Coke népszerűsége megnőtt. A bevezetését követően a vaníliás kóla először népszerű volt, 250 millió ládával adtak el belőle, a diétás verziót is beleszámolva. Később többször megpróbálkoztak az ismételt bevezetésével, például 2007-ben és 2013-ban is. 2017-ben az Egyesült Királyságban újra kapható lett.
Magyarországon 2019 óta forgalmazzák a Zero változatát országszerte .

## Konkurencia
Külföldön a Coca-Cola is forgalmaz ugyan többféle ízesített kólát (citromos, lime-os cseresznyés, málnás stb.) a Vanillán kívül, azonban konkurenciája is akad. Leginkább ide sorolható a Pepsi Twist (citromos), amely a legnagyobb konkurens cég terméke, illetve az egyéb ízesített Pepsi-termékek, valamint az ízesített Dr Pepper-variánsok, köztük főképp a Dr Pepper Vanilla.